# Кузьмак, Любомир-Игорь
Любомир-Игорь Кузьмак (2 августа 1929 — 12 октября 2006) — американский врач-хирург польского происхождения.

## Биография
Родился в селе Балигород (теперь часть Подкарпатского воеводства Польши) в 1929 году, где получил начальное образование. Вторая мировая война прервала дальнейшее обучение. После 1945 года заинтересовался медициной.
В 1953 году окончил Медицинскую академию в городе Лодзь, получив степень докторанта медицины. Работал в хирургической клинике. После этого проходил обучение в Силезском университете (г. Битом). В 1961 году получил степень доктора наук. В течение 4 лет он был адъюнктом и председателем хирургического отдела 3-й хирургической клиники при Силезской академии.
В 1965 году эмигрировал в США. Получил специализацию по общей и сосудистой хирургии в Медицинском центре городе Ливингстон (штат Нью-Джерси). В 1966–1971 годах проходил ординатуру и работал главным хирургом-резидентом в Медицинском центре Святого Барнабаса.
В 1971 году открыл частную хирургическую практику в городе Ньюарк (штат Нью-Джерси). С 1977 года являлся инициатором создания и руководителем Бариатрического центра в Ирвингтонском общем госпитале для хирургического и диетического лечения пациентов.
В 1982 году Любомир Кузьмак стал главой хирургического отдела Ирвингтонского общего госпиталя. В начале 1990-х годов организовал мастер-классы по бариатрической хирургии для врачей из Бельгии, Италии и Австралии.
Член Украинского медицинского общества Северной Америки, Международного колледжа хирургов, Американского общества метаболической и бариатрической хирургии, Королевской медицинской академии Великобритании, ряда медицинских обществ. Был членом редакционной коллегии журнала «Ожирение».
Вместе с семьëй являлся членом 371 отдела Украинского Народного Союза. 
Скончался в 2006 году от пневмонии.

## Научная деятельность
Является одним из первых хирургов, который применил хирургическое уменьшение ёмкости желудка с целью ограничения потребления пищи пациентами. Он начал эти операции в 1977 году. В 1983 году разработал регулируемую силиконовую повязку для бандажирования желудка, а также инструмент для нарезки и калибровки желудочной трубки с электронными датчиками. В 1986 году получил патент на свою разработку.
Разработал технику малоинвазивной хирургии надпочечников, позволявшую минимизировать послеоперационные рубцы.
Л. Кузьмак является автором многих профессиональных работ, опубликованных в украинских, американских и польских медицинских журналах. В 1986 году опубликовал первые результаты операций 212 пациентов на желудке. В 1991 году опубликовал результаты исследований за 7 лет.

## Внешние ссылки
- Любомир КУЗЬМАК-Игр
- Lubomyr Kuzmak Obituary _ Healthier Weight